# Stéphanie Frappart
Stéphanie Frappart (ur. 14 grudnia 1983) – francuska sędzia piłkarska. Znajduje się na Międzynarodowej Liście Sędziowskiej FIFA od 2009 roku. Pierwsza kobieta, która sędziowała mecz męskiej Ligi Mistrzów (2019). Była sędzią VAR w składzie pierwszego kobiecego zespołu sędziowskiego jaki sędziował mecz międzynarodowych rozgrywek mężczyzn (2021). W 2022 została pierwszą sędzią która poprowadziła mecz na Mistrzostwach Świata mężczyzn. Jedyna kobieta, która poprowadziła mecz o Superpuchar Europy UEFA – w 2019 roku, superpuchar zdobył Liverpool F.C., wygrywając z Chelsea Londyn po rzutach karnych.